# Halosarcia pruinosa
Halosarcia pruinosa là loài thực vật có hoa thuộc họ Dền. Loài này được (Paulsen) Paul G. Wilson mô tả khoa học đầu tiên năm 1980.